# Wilcze dzieci (II wojna światowa)
Wilcze dzieci (niem. Wolfskinder) – niemieckie dzieci bez rodzin w Prusach Wschodnich od 1945 roku. Było ich od 10 000 do 25 000. Część została adoptowana przez miejscowe rodziny, głównie litewskie. W Wilnie działa związek Edelweiß-Wolfskinder. Niektóre żyły w radzieckich domach dziecka i zostały przekazane NRD.

## Literatura dodatkowa
- Jacobs, Ingeborg: Wilcze dziecko, Niezwykła historia Liesabeth Otto urodzonej w Prusach Wschodnich, Świat Książki, 21 stycznia 2012 ISBN 978-83-7799-240-1.